# Marcelo Fagioli
Marcello Fagioli (Monte Giberto, Italia, 1929 - Santa Rosa, 2020) fue un investigador agrario, italiano. Vivió en Fabriano, y asistió a la escuela primaria en la posguerra y se graduó en Pisa, en Ciencias Agrícolas. Durante varios años fue profesor en las Escuelas Técnico Agrícola y trabajó en empresas productoras de productos químicos para la agricultura.
Con su familia, migraron a la Argentina, en 1963, y ya en Buenos Aires, obtuvo a través de contactos con el Ministro de Agricultura de la Nación Ing. Agr. Walter Kugler, un contrato de investigación en el Instituto Nacional de Tecnología Agropecuaria (INTA), específicamente en su Estación Experimental Agropecuaria Pergamino, a 6 km de la ciudad de Pergamino, provincia de Buenos Aires. Comenzó trabajando activamente en estrategias de exploración de raíces del perfil cultural, poniendo bajo prueba maíz cultivado con arado a tres profundidades culturales, vs. labranza cero. Fue el primer científico en desarrollar actividad agronómica sobre siembra directa, de Sudamérica y el primer científico que sembró sin arar en la Argentina
En 1972, fue transferido a la Estación Experimental Agropecuaria Anguil, provincia de La Pampa, donde continuó sus experimentaciones y desarrollos agrarios, en esa región semiárida.
Falleció en 2020 a causa de la COVID-19.

## Algunas publicaciones

### Científicas
- marcello Fagioli. 1987. Contenido proteico del grano de trigo en relación con la fertilización nitrogenada. Publicación Técnica 39, 18 pp. ISSN 0325-2132 en línea

- ---------------------, s. Aimar. 1986. Características hídricas de un ustpsamente típico de la región semiárida pampeana. “RIA” 21. (2): 57-65

- ---------------------, edith e. Frutos. 1964. Labranza Cero en maíz, en Pergamino, Argentina. Editor INTA, 14 pp.[10]

- ---------------------. 1975. Influencia de la fertilización nitrogenada sobre rendimientos y consumos hídricos del trigo en la región semiárida pampeana. RIA XII (1 ): 1-13 ISSN 23IX 0080 23IXISSN 23IX 0080 23IX en línea

- ---------------------. 1974. Sistemas de labranza para el cultivo de maíz en la región de Pergamino, provincia de Buenos Aires. IDIA 313-314: 17-27

- ---------------------. 1972. Uso de la sonda a neutrones termalizados para la medición de la humedad del suelo. “IDIA” 290: 21-24

### Literarias
- marcello Fagioli. 2009. Ricordi di un emigrato dei nostri tempi. Litografica COM Soc. Coop. Capodarco di Fermo (FM) en línea